# Europejskie Szlaki Kulturowe

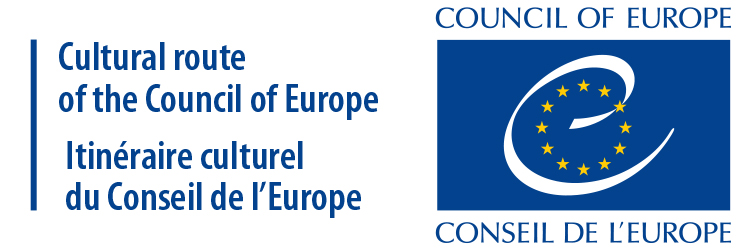
Logo Europejskich Szlaków Kulturowych Rady Europy

Europejskie Szlaki Kulturowe lub Europejskie Drogi Kulturowe (ang. European Cultural Route) – tytuł przyznawany przez Radę Europy europejskim trasom i szlakom o szczególnym znaczeniu dla europejskiej tożsamości, kultury i wspólnego dziedzictwa oraz ukazujące różnorodność kulturową i współistnienie różnych kultur. Ustanowiono go w 1987 r. i zajmuje się nim specjalnie w tym celu powołany Instytut Szlaków Kulturowych (ang. European Institute of Cultural Routes). Instytut konsoliduje wcześniejsze działania w zakresie analizowania i oceny wniosków dotyczących powołania nowych szlaków, monitoruje pracę zespołów odpowiedzialnych za ich organizację, a także prowadzi działalność archiwizacyjną i statystyczną.
Rozwój i wzmocnienie strukturalne Europejskich Szlaków Kulturowych nastąpiło wraz z ustanowieniem w 2010 Poszerzonego Porozumienia Częściowego w sprawie szlaków kulturowych Rady Europy (CM/Res(2010)53), tzw. EPA, zatwierdzonego w 2013. Polska przystąpiła do EPA w 2017. 

## Lista Europejskich Dróg Kulturowych
| Nazwa                                               | Data rozpoczęcia prac oraz data przyznania tytułu               | Najważniejsze miejscowości | Państwo | Uwagi | Strona internetowa |
| --------------------------------------------------- | --------------------------------------------------------------- | --- | --- | --- | ------------------ |
| Droga św. Jakuba                                    | październik 1987, 16 czerwca 2004 (oficjalne przyznanie tytułu) | Santiago de Compostela, Monte do Gozo, Arzua, Melide, Palas de Rey, Puertomarín, Sarria, Samos, Ponferrada, Astorga, León, Burgos, Santo Domingo de la Calzada, Logroño, Pampeluna, Roncesvalles, Saint-Jean-Pied-de-Port                                                | cała Europa, najważniejsze odcinki Hiszpania | Jedna z najstarszych i najważniejszych dróg w Europie.                                                                 |                    |
| Szlak Mozarta                                       | 2002, 16 czerwca 2004 (oficjalne przyznanie tytułu)             | Wiedeń, Salzburg, Bratysława, Bolonia, Zurich, Monachium, Lyon, Paryż, Brno, Praga, Londyn, Frankfurt nad Menem, Mediolan | Austria, Belgia, Francja, Niemcy, Włochy, Holandia, Czechy, Słowacja, Szwajcaria, Wielka Brytania                                                                                                | |                    |
| Dziedzictwo z Al-Andalus                            | czerwiec 1997, 16 czerwca 2004 (oficjalne przyznanie tytułu)    | Kordoba, Grenada | Hiszpania | |                    |
| Szlak Języka Kastylijskiego                         | czerwiec 2002, 16 czerwca 2004 (oficjalne przyznanie tytułu)    | Alcalá de Henares, Ávila, Salamanca, Valladolid, Silos, San Milian de la Cogolla | Hiszpania | |                    |
| Hanza                                               | październik 1991, 9 grudnia 2004 (oficjalne przyznanie tytułu)  | Lubeka, Rostock, Hamburg, Brema, Gdańsk, Królewiec, Ryga, Tallin, Dortmund, Toruń, Magdeburg, Brunszwik, Sztokholm, York | Belgia, Estonia, Finlandia, Niemcy, Łotwa, Litwa, Holandia, Polska, Rosja, Szwecja, Wielka Brytania                                                                                              | |                    |
| Szlak Parków i Ogrodów                              | marzec 1992, 9 grudnia 2004 (oficjalne przyznanie tytułu)       | | Austria, Belgia, Bośnia i Hercegowina, Chorwacja, Francja, Irlandia, Włochy, Litwa, Luksemburg, Portugalia, Rumunia, Hiszpania, Szwajcaria, Wielka Brytania                                      | |                    |
| Szlak Wikingów i Normanów                           | maj 1993, 9 grudnia 2004 (oficjalne przyznanie tytułu)          | Visby, Nowogród, Kijów, Sztokholm, Oslo, Reykjavík, Kopenhaga, Birka, Hedeby, Truso, Ryga, Wolin, Kaupang, Jorvik, Dublin | | |                    |
| Via Francigena                                      | czerwiec 1994, 9 grudnia 2004 (oficjalne przyznanie tytułu)     | Rzym, Canterbury, Calais, Londyn, Lozanna, Siena | Francja, Włochy, Szwajcaria, Wielka Brytania | |                    |
| Szlak św. Marcina z Tours                           | 2005, 25 września 2005 (oficjalne przyznanie tytułu)            | Tours | Austria, Belgia, Chorwacja, Francja, Niemcy, Węgry, Włochy, Luksemburg, Serbia, Słowenia, Hiszpania                                                                                              | |                    |
| Szlaki Dziedzictwa Żydowskiego                      | marzec 2005, 25 grudnia 2005 (oficjalne przyznanie tytułu)      | | Belgia, Czechy, Chorwacja, Francja, Włochy, Węgry, Litwa, Luksemburg, Holandia, Słowacja, Hiszpania, Ukraina, Wielka Brytania                                                                    | Kontrowersyjny brak Polski.                                                                                            |                    |
| Szlak Cluny                                         | maj 2004, maj 2005 (oficjalne przyznanie tytułu)                | Cluny | Francja, Niemcy, Włochy, Szwajcaria, Wielka Brytania | |                    |
| Szlak Drzew Oliwnych                                | 2005, 16 czerwca 2004 (oficjalne przyznanie tytułu)             | | Albania, Algieria, Bośnia i Hercegowina, Cypr, Chorwacja, Egipt, Francja, Grecja, Włochy, Jordania, Liban, Libia, Malta, Maroko, Portugalia, Serbia, Słowenia, Hiszpania, Syria, Tunezja, Turcja | Obejmuje także państwa śródziemnomorskie niebędące członkami Rady Europy, powszechnie uznane za część Afryki lub Azji. |                    |
| Via Regia                                           | 2005 (oficjalne przyznanie tytułu)                              | Wilno, Kijów, Lwów, Grodno, Lublin, Tarnów, Kraków, Opole, Wrocław, Drezno, Lipsk, Erfurt, Frankfurt nad Menem, Kolonia, Akwizgran, Brugia, Bruksela, Paryż, Metz, Reims, Orlean, Tours, Poitiers, Bordeaux, Pampeluna, Burgos, León, Ponferrada, Santiago de Compostela | Białoruś, Belgia, Francja, Niemcy, Litwa, Polska, Hiszpania, Ukraina | |                    |
| Transromanica                                       | 2007 (oficjalne przyznanie tytułu)                              | | Austria, Francja, Włochy, Niemcy, Portugalia, Serbia, Hiszpania, Słowenia | |                    |
| Trasa Schickhardt                                   | kwiecień 1992, 16 czerwca 2004 (oficjalne przyznanie tytułu)    | | Francja, Niemcy | |                    |
| Szlak Wenzel i Vauban                               | 1995, 16 czerwca 2004 (oficjalne przyznanie tytułu)             | | Luksemburg | |                    |
| Żelazny Szlak Pirenejów                             | maj 2004, 9 grudnia 2004 (oficjalne przyznanie tytułu)          | | Andora, Francja, Hiszpania | |                    |
| Środkowoeuropejski Szlak Żelaznej Kolei             | luty 2007 (oficjalne przyznanie tytułu)                         | | Austria, Czechy, Niemcy, Włochy, Polska, Słowacja, Słowenia | |                    |
| Szlak Don Quixota                                   | luty 2007 (oficjalne przyznanie tytułu)                         | Toledo, Barcelona, Saragossa, | Hiszpania | |                    |
| Droga św. Michała                                   | luty 2007 (oficjalne przyznanie tytułu)                         | Mont Saint-Michel, Kolonia, Bruksela, Paryż, Rouen, Portsmouth, Mickael's Mount, Monte Gargano, Rzym, Sacra di San Michele, Lyon, Saint-Jean-d’Angley, Santiago de Compostela                                                                                            | Belgia, Francja, Niemcy, Włochy, Hiszpania, Wielka Brytania | |                    |
| Szlaki Fenickie                                     | 1994, luty 2007 (oficjalne przyznanie tytułu)                   | | Algieria, Francja, Cypr, Egipt, Hiszpania, Wielka Brytania, Tunezja, Syria, Portugalia, Maroko, Malta, Libia, Liban, Grecja, Włochy                                                              | Obejmuje także państwa śródziemnomorskie niebędące członkami Rady Europy, powszechnie uznane za część Afryki lub Azji. |                    |
| Szlaki Dziedzictwa Migracji                         | 2004 (oficjalne przyznanie tytułu)                              | | | |                    |
| Via Carolingia                                      | luty 2007 (oficjalne przyznanie tytułu)                         | Akwizgran, Rzym | Szwajcaria, Niemcy, Włochy | |                    |
| Szlak Iter Vitis                                    | 2009, 15 maja 2009 (oficjalne przyznanie tytułu)                | | Azerbejdżan, Macedonia Północna, Gruzja, Francja, Grecja, Włochy, Hiszpania, Malta, Mołdawia, Portugalia, Rumunia                                                                                | |                    |
| Szlak Cysterski                                     | maj 2010 (oficjalne przyznanie tytułu)                          | | | |                    |
| Szlak Europejskich Cmentarzy                        | maj 2010 (oficjalne przyznanie tytułu)                          | Obejmuje 63 cmentarze, w 50 miastach położonych w 20 europejskich krajach, w tym dwa w Polsce: Stary i Nowy Cmentarz Podgórski w krakowskiej dzielnicy Podgórze. | | |                    |
| Szlak Prehistorycznego Malarstwa Jaskiniowego       | maj 2010 (oficjalne przyznanie tytułu)                          | | | |                    |
| Szlak Dziedzictwa Termalnego i Miast Uzdrowiskowych | maj 2010 (oficjalne przyznanie tytułu)                          | | | |                    |
| Droga św. Olafa                                     | maj 2010 (oficjalne przyznanie tytułu)                          | | Norwegia | |                    |
| Europejski Kulturowy Szlak Reformacji               | kwiecień 2019 (oficjalne przyznanie tytułu)                     | | Niemcy, Włochy, Szwajcaria, Słowenia, Polska, Austria, Austria, Węgry | |                    |